# Peter Sauer
Peter Sauer (St. Louis, 9 novembre 1976 – White Plains, 8 luglio 2012) è stato un cestista statunitense con cittadinanza greca.

## Carriera
Nasce a St. Louis per poi crescere a Fox Chapel, complice la nomina del padre Mark a presidente dei Pittsburgh Pirates.
Dopo un periodo alla Shady Side Academy, Peter viene reclutato alla Stanford University, dove durante i quattro anni di permanenza fu anche il capitano della squadra che raggiunse le final four NCAA nel 1998.
Terminata l'esperienza universitaria, Sauer approda in Grecia anche in virtù del possesso del passaporto ellenico. La stagione 2000-2001 viene invece disputata alla Pallacanestro Trieste dove parte spesso dalla panchina: nonostante i 15 minuti di utilizzo medio, segna il canestro decisivo a 3 decimi di secondo contro una diretta concorrente alla salvezza (la Vip Rimini che poi retrocederà), riuscendo a decidere anche il derby al PalaCarnera di Udine, rubando palla e segnando per il definitivo sorpasso triestino nell'ultimo minuto.
Successivamente al ritiro dal basket professionistico, ha lavorato nel settore bancario.
L'8 luglio 2012, all'età di 35 anni, dopo aver giocato una partita amatoriale, crolla per un malore sbattendo la testa per terra. A nulla sono valsi i tentativi di rianimazione.